# Cuéllar
Cuéllar – gmina w Hiszpanii, w prowincji Segowia, w Kastylii i León, o powierzchni 273,33 km². W 2011 roku gmina liczyła 9726 mieszkańców.